# 陶斯亮
陶斯亮（1941年4月4日—），女，祖籍湖南祁阳，生于陕西延安，中华人民共和国政治人物，现任中国市长协会专职副会长兼秘书长和中国医学基金会副主席。中国城市发展报告理事会副理事长，《中国市长》（中国市长协会会刊）主编。其父亲是前中共中央政治局常委、国务院副总理陶铸，其母亲是中共中央组织部前副部长曾志。

## 生平
1945年入延安保育院，中华人民共和国建国后，随父母在广州长大，1961年考入中国人民解放军第二军医大学，在校期间于1965年加入中国共产党。1966年文化大革命初期，曾参与第二军医大学的“造反派”组织“红色造反纵队”并担任勤务站勤务员。1967年毕业后长期担任医生。1978年12月，一篇长达万余字的《一封终于发出的信——给我的爸爸陶铸》在《人民日报》发表，引起轰动。女儿对含冤而逝的父亲的无尽思念，勾起了无数饱经乱世离合者的共鸣，陶斯亮因而闻名全国。1987年调任中共中央统战部六局副局长，1991年之后进入中国市长协会工作。

## 家庭
父亲陶铸。丈夫理由(作家)；儿子张亮、女儿陶冶。

## 事件
2022年11月5日下午，陶斯亮陪丈夫从北京搭高铁直达湖州去参加活动。为了正常返京，夫妻几乎每天做核酸，但陶斯亮在返京前发现北京健康宝出现弹窗。为此，陶斯亮两日之内无数次填写申诉表格，还多次打便民服务热线。不过陶斯亮丈夫则没有被弹窗。陶斯亮批评大数据流调不专业、太粗糙，质疑北京健康宝根本不符合国家的“精准防疫”。